# 速見郡
- 令制国一覧 > 西海道 > 豊後国 > 速見郡
- 日本 > 九州地方 > 大分県 > 速見郡

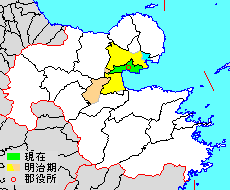
大分県速見郡の位置（緑：日出町 薄黄：後に他郡に編入された区域 水色：のちに他郡から編入した区域）

速見郡（はやみぐん）は、大分県（豊後国）の郡。
人口27,189人、面積73.26km²、人口密度371人/km²。（2025年2月1日、推計人口）
以下の1町を含む。
- 日出町（ひじまち）

## 郡域
1878年（明治11年）に行政区画として発足した当時の郡域は、上記1町のほか、下記の区域にあたる。
- 別府市の大部分（内成を除く）
- 杵築市の大部分（大田各町および大内・守江・狩宿・奈多・横城を除く）
- 由布市の一部（湯布院町各町）
- 宇佐市の一部（安心院町南畑）

## 歴史

### 古代
740年（天平12年）頃までに成立したとされる『豊後国風土記』において、豊後国の8つの郡のひとつとして速見郡が挙げられている。同書の速見郡の条には、速見郡の名は、景行天皇が巡幸した際に、この地で女王の速津媛（はやつひめ）に迎えられたことに因んで速津媛國と名付けられたものが転じたとされる。771年（宝亀2年）に創祀されたとされる火男火売神社は、鶴見岳の2つの山頂を火之加具土命、火焼速女命（ひやきはやめのみこと）の男女二柱の神として祀っている。
古代より豊後国速見郡の鶴見岳山麓に温泉があることは広く知られていたが、鶴見岳の活発な噴火活動で荒地や沼地になっており、整備されていなかった。『豊後国風土記』や『万葉集』には、現在の柴石温泉の血の池地獄にあたる「赤湯の泉」や、鉄輪温泉の地獄地帯にあたる「玖倍理（くべり）湯の井」等についての記載がある。また『伊予国風土記』逸文には、大国主命が鶴見山麓から湧く「速見の湯」を海底に管を通して道後温泉へと導き、少彦名命の病を癒したという神話が記載されている。
範囲は、おおむね現在の別府市のほぼ全域（内成を除く）、杵築市の一部（旧大田村及び東部を除く）、速見郡全域、由布市の一部（旧湯布院町）にあたる。また、承平年間（931年 - 938年）に成立した『和名類聚抄』には、速見郡に、朝見、八坂、由布、大神、山香の5郷があったと記されている。

#### 式内社
『延喜式』神名帳に記される郡内の式内社。
| 神名帳             | 神名帳       | 神名帳 | 神名帳 | 比定社         | 比定社                                                   | 比定社 | 集成 |
| 社名               | 読み         | 格     | 付記   | 社名           | 所在地                                                   | 備考   | 集成 |
| ------------------ | ------------ | ------ | ------ | -------------- | -------------------------------------------------------- | ------ | ---- |
| 速見郡 3座（並小） |              |        |        |                |                                                          |        |      |
| 宇奈岐日女神社     | ウナキヒメノ | 小     |        | 宇奈岐日女神社 | 大分県由布市湯布院町川上                                 |        |      |
| 火男火売神社 二座  | ヒヲヒメノ   | 小     |        | 火男火売神社   | 上宮・中宮：大分県別府市東山1番地 下宮：大分県別府市鶴見 |        |      |
| 凡例を表示         |              |        |        |                |                                                          |        |      |

### 近世以降の沿革
- 「旧高旧領取調帳」に記載されている明治初年時点での支配は以下の通り。（1町123村）

| 知行   | 知行       | 村数     | 村名 |
| ------ | ---------- | -------- | --- |
| 幕府領 | 熊本藩預地 | 36村     | 生桑村、末守村、野田村（八坂郷）、中村（八坂郷）、真那井村、小浦村、小坂村、古市村、内竈村、野田村（竈門荘）、亀川村、平田村、北鉄輪村、南鉄輪村、南石垣村、北石垣村、中石垣村、別府村、浜脇村、田野口村、朝見村、立石村（朝見荘）、東畑村、椿村、山野口村、捏山村、北温湯村、若杉山石原村、並柳村、塚原村、天間村、荒木村、石武村、光永村、内徳野村、山浦村（由布院）       |
| 幕府領 | 旗本領     | 8村      | 米子瀬村、六太郎村、中村（山香郷）、山口村、松尾村、薫石村、平山村、吉野渡村 |
| 藩領   | 豊後杵築藩 | 1町 42村 | 杵築城下、次郎丸村、木田村、宮司村、馬場尾村、宗近村、安住寺村、生地村、下司村、菊本村、下原村、中野村、山中村、広瀬村（八坂郷）、宮原村、本庄村、守末村、猪尾村、日明村、新庄村、原村、加貫村、高須村、片野村、三川村、年田村、下真那井村、五田村、山迫村、鴨川村、迫村、川平村、筒木村、尾迫村、二坂村、荒平村、溝井村、乙王村、中津屋村、尾上村、三尾平村、船部村、払川村 |
| 藩領   | 豊後日出藩 | 18村     | 八坂村、八代村、北大神村、南大神村、北藤原村、南藤原村、川崎村、日出村、津島村、小武村、倉成村、広瀬村（日出荘）、野原村、山浦村（日出荘）、内河野村、久木野尾村、日指村、南畑村 |
| 藩領   | 日向延岡藩 | 16村     | 南温湯村、石松村、山崎村、平村、南乙丸村、北乙丸村、妙祖村、中依村、下依村、中園村、前徳野村、津々良村、畑村、小平村、幸野村、水地村 |
| 藩領   | 豊後森藩   | 3村      | 辻間村、鶴見北中村、鶴見原中村 |

- 慶応4年
  - 8月28日（1868年10月13日） - 熊本藩預地が日田県の管轄となる[6]。
  - 8月 - 旗本領が日田県の管轄となる。
- 明治4年
  - 2月22日（1871年4月11日） - 領知替えにより延岡藩領が日田県の管轄となる。
  - 7月14日（1871年8月29日） - 廃藩置県により、藩領が杵築県、日出県、森県の管轄となる。
  - 11月14日（1871年12月25日） - 第1次府県統合により、全域が大分県の管轄となる。
- 明治8年（1875年）3月 - 以下の町村の統合等が行われる。（56村）

- 杵築村 ← 木田村、守末村、杵築城下［一部 を除く］
- 南杵築村 ← 宗近村、安住寺村、生地村、下司村、菊本村、下原村、杵築城下［一部］
- 宮司村 ← 宮司村、次郎丸村
- 猪尾村 ← 猪尾村、三川村
- 片野村 ← 片野村、片野浦、高須村
- 熊野村 ← 原村、加貫村、年田村
- 鴨川村 ← 鴨川村、五田村、山迫村、迫村、国東郡東鴨川村
- 溝井村 ← 溝井村、乙王村、二坂村、荒平村
- 船部村 ← 船部村、尾上村、中津屋村、払川村、三尾平村
- 大片平村 ← 小武村［一部］
- 岩谷村 ← 川平村、筒木村、尾迫村、国東郡岩屋村
- 日野村 ← 野田村（八坂郷）、日明村、新庄村
- 八坂村 ← 八坂村の一部［川北］、生桑村、大左右村、宮原村の一部
- 相原村 ← 八坂村の一部［川南の一部］
- 中村 ← 中村（八坂郷）、末守村、八坂村の一部［川南の一部］
- 本庄村 ← 本庄村、中野村、広瀬村（八坂郷）、山中村、生桑村（枝郷を除く）、宮原村・八坂村の各一部
- 向野村 ← 松尾村、薫石村、平山村
- 立石村 ← 中村、山口村
- 下村 ← 米子瀬村、六太郎村
- 真那井村 ← 真那井村、下真那井村、八代村
- 大神村 ← 北大神村、南大神村
- 藤原村 ← 北藤原村、南藤原村
- 豊岡村 ← 津島村、辻間村、頭成町
- 平道村 ← 小浦村、小坂村
- 内竈村 ← 内竈村、古市村
- 亀川村 ← 亀川村、平田村
- 鉄輪村 ← 北鉄輪村、南鉄輪村
- 鶴見村 ← 鶴見北中村、鶴見原中村
- 南石垣村 ← 南石垣村、中石垣村
- 別府村 ← 別府村、朝見村
- 浜脇村 ← 浜脇村、田野口村
- 東山村 ← 東畑村、椿村、山野口村、捏山村
- 川上村 ← 北温湯村、若杉山石原村、並柳村、南温湯村、南乙丸村、北乙丸村
- 川北村 ← 荒木村、石武村、光永村
- 川南村 ← 石松村、山崎村、平村
- 川西村 ← 内徳野村、山浦村（由布院）、前徳野村、津々良村
- 中川村 ← 妙祖村、中依村、下依村、中園村、水地村
- 下川村 ← 畑村、小平村、幸野村

- 明治初年 - 谷川村が起立。（57村）
- 明治11年（1878年）
  - 11月1日 - 郡区町村編制法の大分県での施行により、行政区画としての速見郡が発足。郡役所が日出村に設置。
  - 立石村（朝見荘）が改称して南立石村となる。

### 町村制以降の沿革

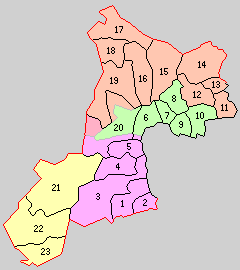
1.別府村 2.浜脇村 3.石垣村 4.朝日村 5.御越村 6.豊岡村 7.日出町 8.藤原村 9.川崎村 10.大神村 11.東村 12.八坂村 13.杵築町 14.北杵築村 15.東山香村 16.中山香村 17.立石村 18.山浦村 19.上村 20.南端村 21.北由布村 22.南由布村 23.湯平村（桃：別府市 橙：杵築市 赤：宇佐市 黄：由布市 緑：日出町）

- 明治22年（1889年）4月1日 - 町村制の施行により、以下の町村が発足。（2町21村）
  - 別府村、浜脇村（それぞれ単独村制。現・別府市）
  - 石垣村 ← 南立石村、東山村、南石垣村、北石垣村（現・別府市）
  - 朝日村 ← 鉄輪村、鶴見村（現・別府市）
  - 御越村 ← 亀川村、内竈村、野田村（現・別府市）
  - 豊岡村 ← 豊岡村（現・日出町）、平道村（現・別府市、日出町）
  - 日出町（日出村が単独町制。現存）
  - 藤原村、川崎村（それぞれ単独村制。現・日出町）
  - 大神村 ← 大神村、真那井村（現・日出町）
  - 東村 ← 片野村、猪尾村、熊野村（現・杵築市）
  - 八坂村 ← 中村、相原村、日野村、八坂村、本庄村（現・杵築市）
  - 杵築町 ← 杵築村、南杵築村、馬場尾村、宮司村（現・杵築市）
  - 北杵築村 ← 溝井村、鴨川村、岩谷村、船部村、大片平村（現・杵築市）
  - 東山香村 ← 広瀬村、小武村、倉成村（現・杵築市）
  - 中山香村 ← 内河野村、野原村（現・杵築市）
  - 立石村 ← 立石村、下村、向野村（現・杵築市）
  - 山浦村 ← 山浦村、吉野渡村（現・杵築市）
  - 上村 ← 日指村、久木野尾村（現・杵築市）
  - 南端村 ← 南畑村（現・別府市、杵築市、宇佐市、日出町）、天間村（現・別府市）
  - 北由布村 ← 川上村、川北村、塚原村（現・由布市）
  - 南由布村 ← 中川村、川南村、川西村（現・由布市）
  - 湯平村 ← 下川村、谷川村（現・由布市）
- 明治24年（1891年）4月1日 - 郡制を施行。
- 明治26年（1893年）4月18日（4町19村）
  - 別府村が町制施行して別府町となる。
  - 浜脇村が町制施行して浜脇町となる。
- 明治31年（1898年）
  - 3月29日 - 豊岡村が町制施行して豊岡町となる。（5町18村）
  - 10月4日 - 立石村が町制施行して立石町となる。（6町17村）
- 明治32年（1899年）3月7日 - 湯平村の所属郡が大分郡に変更。（6町16村）
- 明治34年（1901年）10月15日 - 御越村が町制施行して御越町となる。（7町15村）
- 明治39年（1906年）4月1日 - 別府町・浜脇町が合併し、改めて別府町が発足。（6町15村）
- 大正12年（1923年）4月1日 - 郡会が廃止。郡役所は存続。
- 大正13年（1924年）4月1日 - 別府町が市制施行して別府市となり、郡より離脱。（5町15村）
- 大正14年（1925年）1月1日 - 御越町が改称して亀川町となる。
- 大正15年（1926年）7月1日 - 郡役所が廃止。以降は地域区分名称となる。
- 昭和8年（1933年）4月1日 - 杵築町が東国東郡大内村と合併し、改めて杵築町が発足。（5町15村）
- 昭和10年（1935年）9月4日 - 石垣村・朝日村・亀川町が別府市に編入。（4町13村）
- 昭和11年（1936年）
  - 1月1日 - 東村が杵築町に編入。（4町12村）
  - 4月1日 - 北由布村・南由布村が合併して由布院村が発足。（4町11村）
- 昭和13年（1938年）10月1日 - 中山香村が町制施行して中山香町となる。（5町10村）
- 昭和17年（1942年）7月1日 - 「速見地方事務所」が日出町に設置され、本郡を管轄。但し、一部は「大分地方事務所」の管轄。
- 昭和22年（1947年）1月1日 - 由布院村が町制施行して由布院町となる。（6町9村）
- 昭和25年（1950年）1月1日 - 由布院町の所属郡が大分郡に変更。（5町9村）
- 昭和26年（1951年）4月1日 - 中山香町・東山香村・上村が合併して山香町が発足。（5町7村）
- 昭和29年（1954年）3月31日 - 日出町・豊岡町・藤原村・川崎村・大神村が合併し、改めて日出町が発足。（4町4村）
- 昭和30年（1955年）
  - 3月31日（3町3村）
    - 山香町・立石町・山浦村が合併し、改めて山香町が発足。
    - 南端村の一部（南畑の一部）が宇佐郡安心院町に編入。

  - 4月1日 - 八坂村・杵築町・北杵築村が東国東郡奈狩江村と合併して杵築市が発足し、郡より離脱。（2町1村）
  - 8月1日 - 南端村の一部（南畑の一部）が山香町に編入。
- 昭和31年（1956年）8月1日（2町）
  - 日出町の一部（平道の一部）が別府市に編入。
  - 南端村が分割し、一部（天間および南畑の一部）が別府市に、残部（南畑の残部）が日出町にそれぞれ編入。
- 平成17年（2005年）10月1日 - 山香町が杵築市・西国東郡大田村と合併し、改めて杵築市が発足、郡より離脱。（1町）

### 変遷表
| 明治8年以前       | 明治8年以前      | 明治8年       | 明治8年 - 明治22年      | 明治22年 4月1日 町村制施行 | 明治22年 - 明治33年                  | 明治34年 - 明治45年         | 大正元年 - 大正15年        | 昭和元年 - 昭和19年           | 昭和20年 - 昭和24年          | 昭和25年 - 昭和26年                    | 昭和27年 - 昭和29年         | 昭和27年 - 昭和29年    | 昭和30年 - 昭和63年                  | 平成元年 - 現在              | 現在   |
| ----------------- | ---------------- | ------------- | ----------------------- | -------------------------- | ------------------------------------ | --------------------------- | -------------------------- | ----------------------------- | ---------------------------- | -------------------------------------- | --------------------------- | ---------------------- | ------------------------------------ | ---------------------------- | ------ |
| 山浦村（日出荘）  | 山浦村（日出荘） | 山浦村        | 山浦村                  | 中山香村                   | 中山香村                             | 中山香村                    | 中山香村                   | 昭和13年10月1日 町制 中山香町 | 山香町                       | 昭和26年4月1日 山香町                  | 山香町                      | 山香町                 | 昭和30年3月31日 山香町               | 平成17年10月1日 杵築市       | 杵築市 |
| 吉野渡村          | 吉野渡村         | 吉野渡村      | 吉野渡村                | 中山香村                   | 中山香村                             | 中山香村                    | 中山香村                   | 昭和13年10月1日 町制 中山香町 | 山香町                       | 昭和26年4月1日 山香町                  | 山香町                      | 山香町                 | 昭和30年3月31日 山香町               | 平成17年10月1日 杵築市       | 杵築市 |
| 日指村            | 日指村           | 日指村        | 日指村                  | 上村                       | 上村                                 | 上村                        | 上村                       | 上村                          | 上村                         | 昭和26年4月1日 山香町                  | 山香町                      | 山香町                 | 昭和30年3月31日 山香町               | 平成17年10月1日 杵築市       | 杵築市 |
| 久木野尾村        | 久木野尾村       | 久木野尾村    | 久木野尾村              | 上村                       | 上村                                 | 上村                        | 上村                       | 上村                          | 上村                         | 昭和26年4月1日 山香町                  | 山香町                      | 山香町                 | 昭和30年3月31日 山香町               | 平成17年10月1日 杵築市       | 杵築市 |
| 内河野村          | 内河野村         | 内河野村      | 内河野村                | 立石村                     | 明治31年9月27日 町制 立石町          | 立石町                      | 立石町                     | 立石町                        | 立石町                       | 立石町                                 | 立石町                      | 立石町                 | 昭和30年3月31日 山香町               | 平成17年10月1日 杵築市       | 杵築市 |
| 野原村            | 野原村           | 野原村        | 野原村                  | 立石村                     | 明治31年9月27日 町制 立石町          | 立石町                      | 立石町                     | 立石町                        | 立石町                       | 立石町                                 | 立石町                      | 立石町                 | 昭和30年3月31日 山香町               | 平成17年10月1日 杵築市       | 杵築市 |
| 中村（山香郷）    | 中村（山香郷）   | 立石村        | 立石村                  | 山浦村                     | 山浦村                               | 山浦村                      | 山浦村                     | 山浦村                        | 山浦村                       | 山浦村                                 | 山浦村                      | 山浦村                 | 昭和30年3月31日 山香町               | 平成17年10月1日 杵築市       | 杵築市 |
| 山口村            |                  | 立石村        | 立石村                  | 山浦村                     | 山浦村                               | 山浦村                      | 山浦村                     | 山浦村                        | 山浦村                       | 山浦村                                 | 山浦村                      | 山浦村                 | 昭和30年3月31日 山香町               | 平成17年10月1日 杵築市       | 杵築市 |
| 米子瀬村          | 米子瀬村         | 下村          | 下村                    | 山浦村                     | 山浦村                               | 山浦村                      | 山浦村                     | 山浦村                        | 山浦村                       | 山浦村                                 | 山浦村                      | 山浦村                 | 昭和30年3月31日 山香町               | 平成17年10月1日 杵築市       | 杵築市 |
| 六太郎村          |                  | 下村          | 下村                    | 山浦村                     | 山浦村                               | 山浦村                      | 山浦村                     | 山浦村                        | 山浦村                       | 山浦村                                 | 山浦村                      | 山浦村                 | 昭和30年3月31日 山香町               | 平成17年10月1日 杵築市       | 杵築市 |
| 松尾村            | 松尾村           | 向野村        | 向野村                  | 山浦村                     | 山浦村                               | 山浦村                      | 山浦村                     | 山浦村                        | 山浦村                       | 山浦村                                 | 山浦村                      | 山浦村                 | 昭和30年3月31日 山香町               | 平成17年10月1日 杵築市       | 杵築市 |
| 薫石村            |                  | 向野村        | 向野村                  | 山浦村                     | 山浦村                               | 山浦村                      | 山浦村                     | 山浦村                        | 山浦村                       | 山浦村                                 | 山浦村                      | 山浦村                 | 昭和30年3月31日 山香町               | 平成17年10月1日 杵築市       | 杵築市 |
| 平山村            |                  | 向野村        | 向野村                  | 山浦村                     | 山浦村                               | 山浦村                      | 山浦村                     | 山浦村                        | 山浦村                       | 山浦村                                 | 山浦村                      | 山浦村                 | 昭和30年3月31日 山香町               | 平成17年10月1日 杵築市       | 杵築市 |
| 木田村            | 木田村           | 杵築村        | 杵築村                  | 杵築町                     | 杵築町                               | 杵築町                      | 杵築町                     | 昭和8年4月1日 杵築町          | 杵築町                       | 杵築町                                 | 杵築町                      | 杵築町                 | 昭和30年4月1日 杵築市                | 平成17年10月1日 杵築市       | 杵築市 |
| 守末村            |                  | 杵築村        | 杵築村                  | 杵築町                     | 杵築町                               | 杵築町                      | 杵築町                     | 昭和8年4月1日 杵築町          | 杵築町                       | 杵築町                                 | 杵築町                      | 杵築町                 | 昭和30年4月1日 杵築市                | 平成17年10月1日 杵築市       | 杵築市 |
| 杵築城下          | 一部を除く       | 杵築村        | 杵築村                  | 杵築町                     | 杵築町                               | 杵築町                      | 杵築町                     | 昭和8年4月1日 杵築町          | 杵築町                       | 杵築町                                 | 杵築町                      | 杵築町                 | 昭和30年4月1日 杵築市                | 平成17年10月1日 杵築市       | 杵築市 |
| 杵築城下          | 一部             | 南杵築村      | 南杵築村                | 杵築町                     | 杵築町                               | 杵築町                      | 杵築町                     | 昭和8年4月1日 杵築町          | 杵築町                       | 杵築町                                 | 杵築町                      | 杵築町                 | 昭和30年4月1日 杵築市                | 平成17年10月1日 杵築市       | 杵築市 |
| 宗近村            |                  | 南杵築村      | 南杵築村                | 杵築町                     | 杵築町                               | 杵築町                      | 杵築町                     | 昭和8年4月1日 杵築町          | 杵築町                       | 杵築町                                 | 杵築町                      | 杵築町                 | 昭和30年4月1日 杵築市                | 平成17年10月1日 杵築市       | 杵築市 |
| 安住寺村          |                  | 南杵築村      | 南杵築村                | 杵築町                     | 杵築町                               | 杵築町                      | 杵築町                     | 昭和8年4月1日 杵築町          | 杵築町                       | 杵築町                                 | 杵築町                      | 杵築町                 | 昭和30年4月1日 杵築市                | 平成17年10月1日 杵築市       | 杵築市 |
| 生地村            |                  | 南杵築村      | 南杵築村                | 杵築町                     | 杵築町                               | 杵築町                      | 杵築町                     | 昭和8年4月1日 杵築町          | 杵築町                       | 杵築町                                 | 杵築町                      | 杵築町                 | 昭和30年4月1日 杵築市                | 平成17年10月1日 杵築市       | 杵築市 |
| 下司村            |                  | 南杵築村      | 南杵築村                | 杵築町                     | 杵築町                               | 杵築町                      | 杵築町                     | 昭和8年4月1日 杵築町          | 杵築町                       | 杵築町                                 | 杵築町                      | 杵築町                 | 昭和30年4月1日 杵築市                | 平成17年10月1日 杵築市       | 杵築市 |
| 菊本村            |                  | 南杵築村      | 南杵築村                | 杵築町                     | 杵築町                               | 杵築町                      | 杵築町                     | 昭和8年4月1日 杵築町          | 杵築町                       | 杵築町                                 | 杵築町                      | 杵築町                 | 昭和30年4月1日 杵築市                | 平成17年10月1日 杵築市       | 杵築市 |
| 下原村            |                  | 南杵築村      | 南杵築村                | 杵築町                     | 杵築町                               | 杵築町                      | 杵築町                     | 昭和8年4月1日 杵築町          | 杵築町                       | 杵築町                                 | 杵築町                      | 杵築町                 | 昭和30年4月1日 杵築市                | 平成17年10月1日 杵築市       | 杵築市 |
| 馬場尾村          | 馬場尾村         | 馬場尾村      | 馬場尾村                | 杵築町                     | 杵築町                               | 杵築町                      | 杵築町                     | 昭和8年4月1日 杵築町          | 杵築町                       | 杵築町                                 | 杵築町                      | 杵築町                 | 昭和30年4月1日 杵築市                | 平成17年10月1日 杵築市       | 杵築市 |
| 宮司村            | 宮司村           | 宮司村        | 宮司村                  | 杵築町                     | 杵築町                               | 杵築町                      | 杵築町                     | 昭和8年4月1日 杵築町          | 杵築町                       | 杵築町                                 | 杵築町                      | 杵築町                 | 昭和30年4月1日 杵築市                | 平成17年10月1日 杵築市       | 杵築市 |
| 次郎丸村          |                  | 宮司村        | 宮司村                  | 杵築町                     | 杵築町                               | 杵築町                      | 杵築町                     | 昭和8年4月1日 杵築町          | 杵築町                       | 杵築町                                 | 杵築町                      | 杵築町                 | 昭和30年4月1日 杵築市                | 平成17年10月1日 杵築市       | 杵築市 |
| 国東郡菅尾村      | 国東郡菅尾村     | 国東郡 大内村 | 明治11年 東国東郡大内村 | 東国東郡 大内村            | 東国東郡 大内村                      | 東国東郡 大内村             | 東国東郡 大内村            | 昭和8年4月1日 杵築町          | 杵築町                       | 杵築町                                 | 杵築町                      | 杵築町                 | 昭和30年4月1日 杵築市                | 平成17年10月1日 杵築市       | 杵築市 |
| 国東郡篠原村      |                  | 国東郡 大内村 | 明治11年 東国東郡大内村 | 東国東郡 大内村            | 東国東郡 大内村                      | 東国東郡 大内村             | 東国東郡 大内村            | 昭和8年4月1日 杵築町          | 杵築町                       | 杵築町                                 | 杵築町                      | 杵築町                 | 昭和30年4月1日 杵築市                | 平成17年10月1日 杵築市       | 杵築市 |
| 国東郡草場村      |                  | 国東郡 大内村 | 明治11年 東国東郡大内村 | 東国東郡 大内村            | 東国東郡 大内村                      | 東国東郡 大内村             | 東国東郡 大内村            | 昭和8年4月1日 杵築町          | 杵築町                       | 杵築町                                 | 杵築町                      | 杵築町                 | 昭和30年4月1日 杵築市                | 平成17年10月1日 杵築市       | 杵築市 |
| 国東郡藤野川村    |                  | 国東郡 大内村 | 明治11年 東国東郡大内村 | 東国東郡 大内村            | 東国東郡 大内村                      | 東国東郡 大内村             | 東国東郡 大内村            | 昭和8年4月1日 杵築町          | 杵築町                       | 杵築町                                 | 杵築町                      | 杵築町                 | 昭和30年4月1日 杵築市                | 平成17年10月1日 杵築市       | 杵築市 |
| 国東郡大内山村    |                  | 国東郡 大内村 | 明治11年 東国東郡大内村 | 東国東郡 大内村            | 東国東郡 大内村                      | 東国東郡 大内村             | 東国東郡 大内村            | 昭和8年4月1日 杵築町          | 杵築町                       | 杵築町                                 | 杵築町                      | 杵築町                 | 昭和30年4月1日 杵築市                | 平成17年10月1日 杵築市       | 杵築市 |
| 片野村            | 片野村           | 片野村        | 片野村                  | 東村                       | 東村                                 | 東村                        | 東村                       | 昭和11年1月1日 杵築町に編入   | 杵築町                       | 杵築町                                 | 杵築町                      | 杵築町                 | 昭和30年4月1日 杵築市                | 平成17年10月1日 杵築市       | 杵築市 |
| 片野浦            |                  | 片野村        | 片野村                  | 東村                       | 東村                                 | 東村                        | 東村                       | 昭和11年1月1日 杵築町に編入   | 杵築町                       | 杵築町                                 | 杵築町                      | 杵築町                 | 昭和30年4月1日 杵築市                | 平成17年10月1日 杵築市       | 杵築市 |
| 高須村            |                  | 片野村        | 片野村                  | 東村                       | 東村                                 | 東村                        | 東村                       | 昭和11年1月1日 杵築町に編入   | 杵築町                       | 杵築町                                 | 杵築町                      | 杵築町                 | 昭和30年4月1日 杵築市                | 平成17年10月1日 杵築市       | 杵築市 |
| 猪尾村            | 猪尾村           | 猪尾村        | 猪尾村                  | 東村                       | 東村                                 | 東村                        | 東村                       | 昭和11年1月1日 杵築町に編入   | 杵築町                       | 杵築町                                 | 杵築町                      | 杵築町                 | 昭和30年4月1日 杵築市                | 平成17年10月1日 杵築市       | 杵築市 |
| 三川村            |                  | 猪尾村        | 猪尾村                  | 東村                       | 東村                                 | 東村                        | 東村                       | 昭和11年1月1日 杵築町に編入   | 杵築町                       | 杵築町                                 | 杵築町                      | 杵築町                 | 昭和30年4月1日 杵築市                | 平成17年10月1日 杵築市       | 杵築市 |
| 原村              | 原村             | 熊野村        | 熊野村                  | 東村                       | 東村                                 | 東村                        | 東村                       | 昭和11年1月1日 杵築町に編入   | 杵築町                       | 杵築町                                 | 杵築町                      | 杵築町                 | 昭和30年4月1日 杵築市                | 平成17年10月1日 杵築市       | 杵築市 |
| 加貫村            |                  | 熊野村        | 熊野村                  | 東村                       | 東村                                 | 東村                        | 東村                       | 昭和11年1月1日 杵築町に編入   | 杵築町                       | 杵築町                                 | 杵築町                      | 杵築町                 | 昭和30年4月1日 杵築市                | 平成17年10月1日 杵築市       | 杵築市 |
| 年田村            |                  | 熊野村        | 熊野村                  | 東村                       | 東村                                 | 東村                        | 東村                       | 昭和11年1月1日 杵築町に編入   | 杵築町                       | 杵築町                                 | 杵築町                      | 杵築町                 | 昭和30年4月1日 杵築市                | 平成17年10月1日 杵築市       | 杵築市 |
| 野田村（八坂郷）  | 野田村（八坂郷） | 日野村        | 日野村                  | 八坂村                     | 八坂村                               | 八坂村                      | 八坂村                     | 八坂村                        | 八坂村                       | 八坂村                                 | 八坂村                      | 八坂村                 | 昭和30年4月1日 杵築市                | 平成17年10月1日 杵築市       | 杵築市 |
| 日明村            |                  | 日野村        | 日野村                  | 八坂村                     | 八坂村                               | 八坂村                      | 八坂村                     | 八坂村                        | 八坂村                       | 八坂村                                 | 八坂村                      | 八坂村                 | 昭和30年4月1日 杵築市                | 平成17年10月1日 杵築市       | 杵築市 |
| 新庄村            |                  | 日野村        | 日野村                  | 八坂村                     | 八坂村                               | 八坂村                      | 八坂村                     | 八坂村                        | 八坂村                       | 八坂村                                 | 八坂村                      | 八坂村                 | 昭和30年4月1日 杵築市                | 平成17年10月1日 杵築市       | 杵築市 |
| 中村（八坂郷）    | 中村（八坂郷）   | 中村          | 中村                    | 八坂村                     | 八坂村                               | 八坂村                      | 八坂村                     | 八坂村                        | 八坂村                       | 八坂村                                 | 八坂村                      | 八坂村                 | 昭和30年4月1日 杵築市                | 平成17年10月1日 杵築市       | 杵築市 |
| 末守村            |                  | 中村          | 中村                    | 八坂村                     | 八坂村                               | 八坂村                      | 八坂村                     | 八坂村                        | 八坂村                       | 八坂村                                 | 八坂村                      | 八坂村                 | 昭和30年4月1日 杵築市                | 平成17年10月1日 杵築市       | 杵築市 |
| 八坂村            | 川南の一部       | 中村          | 中村                    | 八坂村                     | 八坂村                               | 八坂村                      | 八坂村                     | 八坂村                        | 八坂村                       | 八坂村                                 | 八坂村                      | 八坂村                 | 昭和30年4月1日 杵築市                | 平成17年10月1日 杵築市       | 杵築市 |
| 八坂村            | 川南の一部       | 相原村        | 相原村                  | 八坂村                     | 八坂村                               | 八坂村                      | 八坂村                     | 八坂村                        | 八坂村                       | 八坂村                                 | 八坂村                      | 八坂村                 | 昭和30年4月1日 杵築市                | 平成17年10月1日 杵築市       | 杵築市 |
| 八坂村            | 一部             | 本庄村        | 本庄村                  | 八坂村                     | 八坂村                               | 八坂村                      | 八坂村                     | 八坂村                        | 八坂村                       | 八坂村                                 | 八坂村                      | 八坂村                 | 昭和30年4月1日 杵築市                | 平成17年10月1日 杵築市       | 杵築市 |
| 八坂村            | 川北             | 八坂村        | 八坂村                  | 八坂村                     | 八坂村                               | 八坂村                      | 八坂村                     | 八坂村                        | 八坂村                       | 八坂村                                 | 八坂村                      | 八坂村                 | 昭和30年4月1日 杵築市                | 平成17年10月1日 杵築市       | 杵築市 |
| 宮原村            | 一部             | 八坂村        | 八坂村                  | 八坂村                     | 八坂村                               | 八坂村                      | 八坂村                     | 八坂村                        | 八坂村                       | 八坂村                                 | 八坂村                      | 八坂村                 | 昭和30年4月1日 杵築市                | 平成17年10月1日 杵築市       | 杵築市 |
| 宮原村            | 一部             | 本庄村        | 本庄村                  | 八坂村                     | 八坂村                               | 八坂村                      | 八坂村                     | 八坂村                        | 八坂村                       | 八坂村                                 | 八坂村                      | 八坂村                 | 昭和30年4月1日 杵築市                | 平成17年10月1日 杵築市       | 杵築市 |
| 本庄村            |                  | 本庄村        | 本庄村                  | 八坂村                     | 八坂村                               | 八坂村                      | 八坂村                     | 八坂村                        | 八坂村                       | 八坂村                                 | 八坂村                      | 八坂村                 | 昭和30年4月1日 杵築市                | 平成17年10月1日 杵築市       | 杵築市 |
| 中野村            |                  | 本庄村        | 本庄村                  | 八坂村                     | 八坂村                               | 八坂村                      | 八坂村                     | 八坂村                        | 八坂村                       | 八坂村                                 | 八坂村                      | 八坂村                 | 昭和30年4月1日 杵築市                | 平成17年10月1日 杵築市       | 杵築市 |
| 広瀬村（八坂郷）  |                  | 本庄村        | 本庄村                  | 八坂村                     | 八坂村                               | 八坂村                      | 八坂村                     | 八坂村                        | 八坂村                       | 八坂村                                 | 八坂村                      | 八坂村                 | 昭和30年4月1日 杵築市                | 平成17年10月1日 杵築市       | 杵築市 |
| 山中村            |                  | 本庄村        | 本庄村                  | 八坂村                     | 八坂村                               | 八坂村                      | 八坂村                     | 八坂村                        | 八坂村                       | 八坂村                                 | 八坂村                      | 八坂村                 | 昭和30年4月1日 杵築市                | 平成17年10月1日 杵築市       | 杵築市 |
| 生桑村            | 本郷             | 本庄村        | 本庄村                  | 八坂村                     | 八坂村                               | 八坂村                      | 八坂村                     | 八坂村                        | 八坂村                       | 八坂村                                 | 八坂村                      | 八坂村                 | 昭和30年4月1日 杵築市                | 平成17年10月1日 杵築市       | 杵築市 |
| 生桑村            | 大左右村         | 八坂村        | 八坂村                  | 八坂村                     | 八坂村                               | 八坂村                      | 八坂村                     | 八坂村                        | 八坂村                       | 八坂村                                 | 八坂村                      | 八坂村                 | 昭和30年4月1日 杵築市                | 平成17年10月1日 杵築市       | 杵築市 |
| 溝井村            | 溝井村           | 溝井村        | 溝井村                  | 北杵築村                   | 北杵築村                             | 北杵築村                    | 北杵築村                   | 北杵築村                      | 北杵築村                     | 北杵築村                               | 北杵築村                    | 北杵築村               | 昭和30年4月1日 杵築市                | 平成17年10月1日 杵築市       | 杵築市 |
| 乙王村            |                  | 溝井村        | 溝井村                  | 北杵築村                   | 北杵築村                             | 北杵築村                    | 北杵築村                   | 北杵築村                      | 北杵築村                     | 北杵築村                               | 北杵築村                    | 北杵築村               | 昭和30年4月1日 杵築市                | 平成17年10月1日 杵築市       | 杵築市 |
| 二坂村            |                  | 溝井村        | 溝井村                  | 北杵築村                   | 北杵築村                             | 北杵築村                    | 北杵築村                   | 北杵築村                      | 北杵築村                     | 北杵築村                               | 北杵築村                    | 北杵築村               | 昭和30年4月1日 杵築市                | 平成17年10月1日 杵築市       | 杵築市 |
| 荒平村            |                  | 溝井村        | 溝井村                  | 北杵築村                   | 北杵築村                             | 北杵築村                    | 北杵築村                   | 北杵築村                      | 北杵築村                     | 北杵築村                               | 北杵築村                    | 北杵築村               | 昭和30年4月1日 杵築市                | 平成17年10月1日 杵築市       | 杵築市 |
| 鴨川村            | 鴨川村           | 鴨川村        | 鴨川村                  | 北杵築村                   | 北杵築村                             | 北杵築村                    | 北杵築村                   | 北杵築村                      | 北杵築村                     | 北杵築村                               | 北杵築村                    | 北杵築村               | 昭和30年4月1日 杵築市                | 平成17年10月1日 杵築市       | 杵築市 |
| 五田村            |                  | 鴨川村        | 鴨川村                  | 北杵築村                   | 北杵築村                             | 北杵築村                    | 北杵築村                   | 北杵築村                      | 北杵築村                     | 北杵築村                               | 北杵築村                    | 北杵築村               | 昭和30年4月1日 杵築市                | 平成17年10月1日 杵築市       | 杵築市 |
| 山迫村            |                  | 鴨川村        | 鴨川村                  | 北杵築村                   | 北杵築村                             | 北杵築村                    | 北杵築村                   | 北杵築村                      | 北杵築村                     | 北杵築村                               | 北杵築村                    | 北杵築村               | 昭和30年4月1日 杵築市                | 平成17年10月1日 杵築市       | 杵築市 |
| 迫村              |                  | 鴨川村        | 鴨川村                  | 北杵築村                   | 北杵築村                             | 北杵築村                    | 北杵築村                   | 北杵築村                      | 北杵築村                     | 北杵築村                               | 北杵築村                    | 北杵築村               | 昭和30年4月1日 杵築市                | 平成17年10月1日 杵築市       | 杵築市 |
| 国東郡東鴨川村    |                  | 鴨川村        | 鴨川村                  | 北杵築村                   | 北杵築村                             | 北杵築村                    | 北杵築村                   | 北杵築村                      | 北杵築村                     | 北杵築村                               | 北杵築村                    | 北杵築村               | 昭和30年4月1日 杵築市                | 平成17年10月1日 杵築市       | 杵築市 |
| 国東郡岩屋村      | 国東郡岩屋村     | 岩谷村        | 岩谷村                  | 北杵築村                   | 北杵築村                             | 北杵築村                    | 北杵築村                   | 北杵築村                      | 北杵築村                     | 北杵築村                               | 北杵築村                    | 北杵築村               | 昭和30年4月1日 杵築市                | 平成17年10月1日 杵築市       | 杵築市 |
| 川平村            |                  | 岩谷村        | 岩谷村                  | 北杵築村                   | 北杵築村                             | 北杵築村                    | 北杵築村                   | 北杵築村                      | 北杵築村                     | 北杵築村                               | 北杵築村                    | 北杵築村               | 昭和30年4月1日 杵築市                | 平成17年10月1日 杵築市       | 杵築市 |
| 筒木村            |                  | 岩谷村        | 岩谷村                  | 北杵築村                   | 北杵築村                             | 北杵築村                    | 北杵築村                   | 北杵築村                      | 北杵築村                     | 北杵築村                               | 北杵築村                    | 北杵築村               | 昭和30年4月1日 杵築市                | 平成17年10月1日 杵築市       | 杵築市 |
| 尾迫村            |                  | 岩谷村        | 岩谷村                  | 北杵築村                   | 北杵築村                             | 北杵築村                    | 北杵築村                   | 北杵築村                      | 北杵築村                     | 北杵築村                               | 北杵築村                    | 北杵築村               | 昭和30年4月1日 杵築市                | 平成17年10月1日 杵築市       | 杵築市 |
| 船部村            | 船部村           | 船部村        | 船部村                  | 北杵築村                   | 北杵築村                             | 北杵築村                    | 北杵築村                   | 北杵築村                      | 北杵築村                     | 北杵築村                               | 北杵築村                    | 北杵築村               | 昭和30年4月1日 杵築市                | 平成17年10月1日 杵築市       | 杵築市 |
| 尾上村            |                  | 船部村        | 船部村                  | 北杵築村                   | 北杵築村                             | 北杵築村                    | 北杵築村                   | 北杵築村                      | 北杵築村                     | 北杵築村                               | 北杵築村                    | 北杵築村               | 昭和30年4月1日 杵築市                | 平成17年10月1日 杵築市       | 杵築市 |
| 中津屋村          |                  | 船部村        | 船部村                  | 北杵築村                   | 北杵築村                             | 北杵築村                    | 北杵築村                   | 北杵築村                      | 北杵築村                     | 北杵築村                               | 北杵築村                    | 北杵築村               | 昭和30年4月1日 杵築市                | 平成17年10月1日 杵築市       | 杵築市 |
| 払川村            |                  | 船部村        | 船部村                  | 北杵築村                   | 北杵築村                             | 北杵築村                    | 北杵築村                   | 北杵築村                      | 北杵築村                     | 北杵築村                               | 北杵築村                    | 北杵築村               | 昭和30年4月1日 杵築市                | 平成17年10月1日 杵築市       | 杵築市 |
| 三尾平村          |                  | 船部村        | 船部村                  | 北杵築村                   | 北杵築村                             | 北杵築村                    | 北杵築村                   | 北杵築村                      | 北杵築村                     | 北杵築村                               | 北杵築村                    | 北杵築村               | 昭和30年4月1日 杵築市                | 平成17年10月1日 杵築市       | 杵築市 |
| 小武村            | 一部             | 大片平村      | 大片平村                | 北杵築村                   | 北杵築村                             | 北杵築村                    | 北杵築村                   | 北杵築村                      | 北杵築村                     | 北杵築村                               | 北杵築村                    | 北杵築村               | 昭和30年4月1日 杵築市                | 平成17年10月1日 杵築市       | 杵築市 |
| 小武村            | 一部を除く       | 小武村        | 小武村                  | 東山香村                   | 東山香村                             | 東山香村                    | 東山香村                   | 東山香村                      | 東山香村                     | 昭和26年4月1日 山香町                  | 山香町                      | 山香町                 | 昭和30年3月31日 山香町               | 平成17年10月1日 杵築市       | 杵築市 |
| 倉成村            | 倉成村           | 倉成村        | 倉成村                  | 東山香村                   | 東山香村                             | 東山香村                    | 東山香村                   | 東山香村                      | 東山香村                     | 昭和26年4月1日 山香町                  | 山香町                      | 山香町                 | 昭和30年3月31日 山香町               | 平成17年10月1日 杵築市       | 杵築市 |
| 広瀬村 （日出荘） | 一部             | 広瀬村        | 広瀬村                  | 東山香村                   | 東山香村                             | 東山香村                    | 東山香村                   | 東山香村                      | 東山香村                     | 昭和26年4月1日 山香町                  | 山香町                      | 山香町                 | 昭和30年3月31日 山香町               | 平成17年10月1日 杵築市       | 杵築市 |
| 広瀬村 （日出荘） | 一部             | 広瀬村        | 広瀬村                  | 東山香村                   | 東山香村                             | 東山香村                    | 東山香村                   | 東山香村                      | 東山香村                     | 昭和26年4月1日 山香町                  | 昭和27年1月1日 日出町に編入 | 昭和29年3月31日 日出町 | 日出町                               | 日出町                       | 日出町 |
| 日出村            | 日出村           | 日出村        | 日出村                  | 日出町                     | 日出町                               | 日出町                      | 日出町                     | 日出町                        | 日出町                       | 日出町                                 | 日出町                      | 昭和29年3月31日 日出町 | 日出町                               | 日出町                       | 日出町 |
| 津島村            | 津島村           | 豊岡村        | 豊岡村                  | 豊岡村                     | 明治31年3月19日 町制 豊岡町          | 豊岡町                      | 豊岡町                     | 豊岡町                        | 豊岡町                       | 豊岡町                                 | 豊岡町                      | 昭和29年3月31日 日出町 | 日出町                               | 日出町                       | 日出町 |
| 辻間村            |                  | 豊岡村        | 豊岡村                  | 豊岡村                     | 明治31年3月19日 町制 豊岡町          | 豊岡町                      | 豊岡町                     | 豊岡町                        | 豊岡町                       | 豊岡町                                 | 豊岡町                      | 昭和29年3月31日 日出町 | 日出町                               | 日出町                       | 日出町 |
| 頭成町            |                  | 豊岡村        | 豊岡村                  | 豊岡村                     | 明治31年3月19日 町制 豊岡町          | 豊岡町                      | 豊岡町                     | 豊岡町                        | 豊岡町                       | 豊岡町                                 | 豊岡町                      | 昭和29年3月31日 日出町 | 日出町                               | 日出町                       | 日出町 |
| 小浦村            | 一部             | 平道村        | 平道村                  | 豊岡村                     | 明治31年3月19日 町制 豊岡町          | 豊岡町                      | 豊岡町                     | 豊岡町                        | 豊岡町                       | 豊岡町                                 | 豊岡町                      | 昭和29年3月31日 日出町 | 日出町                               | 日出町                       | 日出町 |
| 小浦村            | 一部             | 平道村        | 平道村                  | 豊岡村                     | 明治31年3月19日 町制 豊岡町          | 豊岡町                      | 豊岡町                     | 豊岡町                        | 豊岡町                       | 豊岡町                                 | 豊岡町                      | 昭和29年3月31日 日出町 | 昭和31年8月1日 別府市に編入          | 別府市                       | 別府市 |
| 小坂村            | 一部             | 平道村        | 平道村                  | 豊岡村                     | 明治31年3月19日 町制 豊岡町          | 豊岡町                      | 豊岡町                     | 豊岡町                        | 豊岡町                       | 豊岡町                                 | 豊岡町                      | 昭和29年3月31日 日出町 | 昭和31年8月1日 別府市に編入          | 別府市                       | 別府市 |
| 小坂村            | 一部             | 平道村        | 平道村                  | 豊岡村                     | 明治31年3月19日 町制 豊岡町          | 豊岡町                      | 豊岡町                     | 豊岡町                        | 豊岡町                       | 豊岡町                                 | 豊岡町                      | 昭和29年3月31日 日出町 | 日出町                               | 日出町                       | 日出町 |
| 北藤原村          | 北藤原村         | 藤原村        | 藤原村                  | 藤原村                     | 藤原村                               | 藤原村                      | 藤原村                     | 藤原村                        | 藤原村                       | 藤原村                                 | 藤原村                      | 昭和29年3月31日 日出町 | 日出町                               | 日出町                       | 日出町 |
| 南藤原村          |                  | 藤原村        | 藤原村                  | 藤原村                     | 藤原村                               | 藤原村                      | 藤原村                     | 藤原村                        | 藤原村                       | 藤原村                                 | 藤原村                      | 昭和29年3月31日 日出町 | 日出町                               | 日出町                       | 日出町 |
| 川崎村            | 川崎村           | 川崎村        | 川崎村                  | 川崎村                     | 川崎村                               | 川崎村                      | 川崎村                     | 川崎村                        | 川崎村                       | 川崎村                                 | 川崎村                      | 昭和29年3月31日 日出町 | 日出町                               | 日出町                       | 日出町 |
| 北大神村          | 北大神村         | 大神村        | 大神村                  | 大神村                     | 大神村                               | 大神村                      | 大神村                     | 大神村                        | 大神村                       | 大神村                                 | 大神村                      | 昭和29年3月31日 日出町 | 日出町                               | 日出町                       | 日出町 |
| 南大神村          |                  | 大神村        | 大神村                  | 大神村                     | 大神村                               | 大神村                      | 大神村                     | 大神村                        | 大神村                       | 大神村                                 | 大神村                      | 昭和29年3月31日 日出町 | 日出町                               | 日出町                       | 日出町 |
| 真那井村          | 真那井村         | 真那井村      | 真那井村                | 大神村                     | 大神村                               | 大神村                      | 大神村                     | 大神村                        | 大神村                       | 大神村                                 | 大神村                      | 昭和29年3月31日 日出町 | 日出町                               | 日出町                       | 日出町 |
| 下真那井村        |                  | 真那井村      | 真那井村                | 大神村                     | 大神村                               | 大神村                      | 大神村                     | 大神村                        | 大神村                       | 大神村                                 | 大神村                      | 昭和29年3月31日 日出町 | 日出町                               | 日出町                       | 日出町 |
| 八代村            |                  | 真那井村      | 真那井村                | 大神村                     | 大神村                               | 大神村                      | 大神村                     | 大神村                        | 大神村                       | 大神村                                 | 大神村                      | 昭和29年3月31日 日出町 | 日出町                               | 日出町                       | 日出町 |
| 南畑村            | 一部             | 南畑村        | 南畑村                  | 南端村                     | 南端村                               | 南端村                      | 南端村                     | 南端村                        | 南端村                       | 南端村                                 | 南端村                      | 南端村                 | 昭和31年8月1日 日出町に編入          | 日出町                       | 日出町 |
| 南畑村            | 一部             | 南畑村        | 南畑村                  | 南端村                     | 南端村                               | 南端村                      | 南端村                     | 南端村                        | 南端村                       | 南端村                                 | 南端村                      | 南端村                 | 昭和30年8月1日 山香町に編入          | 平成17年10月1日 杵築市       | 杵築市 |
| 南畑村            | 一部             | 南畑村        | 南畑村                  | 南端村                     | 南端村                               | 南端村                      | 南端村                     | 南端村                        | 南端村                       | 南端村                                 | 南端村                      | 南端村                 | 昭和30年3月31日 宇佐郡安心院町に編入 | 平成17年3月31日 宇佐市       | 宇佐市 |
| 南畑村            | 一部             | 南畑村        | 南畑村                  | 南端村                     | 南端村                               | 南端村                      | 南端村                     | 南端村                        | 南端村                       | 南端村                                 | 南端村                      | 南端村                 | 昭和31年8月1日 別府市に編入          | 別府市                       | 別府市 |
| 天間村            | 天間村           | 天間村        | 天間村                  | 南端村                     | 南端村                               | 南端村                      | 南端村                     | 南端村                        | 南端村                       | 南端村                                 | 南端村                      | 南端村                 | 昭和31年8月1日 別府市に編入          | 別府市                       | 別府市 |
| 別府村            | 別府村           | 別府村        | 別府村                  | 別府村                     | 明治26年4月11日 町制 別府町          | 明治39年4月1日 別府町       | 大正13年4月1日 市制 別府市 | 別府市                        | 別府市                       | 別府市                                 | 別府市                      | 別府市                 | 別府市                               | 別府市                       | 別府市 |
| 朝見村            |                  | 別府村        | 別府村                  | 別府村                     | 明治26年4月11日 町制 別府町          | 明治39年4月1日 別府町       | 大正13年4月1日 市制 別府市 | 別府市                        | 別府市                       | 別府市                                 | 別府市                      | 別府市                 | 別府市                               | 別府市                       | 別府市 |
| 浜脇村            | 浜脇村           | 浜脇村        | 浜脇村                  | 浜脇村                     | 明治26年4月11日 町制 浜脇町          | 明治39年4月1日 別府町       | 大正13年4月1日 市制 別府市 | 別府市                        | 別府市                       | 別府市                                 | 別府市                      | 別府市                 | 別府市                               | 別府市                       | 別府市 |
| 田野口村          |                  | 浜脇村        | 浜脇村                  | 浜脇村                     | 明治26年4月11日 町制 浜脇町          | 明治39年4月1日 別府町       | 大正13年4月1日 市制 別府市 | 別府市                        | 別府市                       | 別府市                                 | 別府市                      | 別府市                 | 別府市                               | 別府市                       | 別府市 |
| 亀川村            | 亀川村           | 亀川村        | 亀川村                  | 御越村                     | 御越村                               | 明治34年11月1日 町制 御越町 | 大正14年1月1日 改称 亀川町 | 昭和10年9月4日 別府市に編入   | 別府市                       | 別府市                                 | 別府市                      | 別府市                 | 別府市                               | 別府市                       | 別府市 |
| 平田村            |                  | 亀川村        | 亀川村                  | 御越村                     | 御越村                               | 明治34年11月1日 町制 御越町 | 大正14年1月1日 改称 亀川町 | 昭和10年9月4日 別府市に編入   | 別府市                       | 別府市                                 | 別府市                      | 別府市                 | 別府市                               | 別府市                       | 別府市 |
| 内竈村            | 内竈村           | 内竈村        | 内竈村                  | 御越村                     | 御越村                               | 明治34年11月1日 町制 御越町 | 大正14年1月1日 改称 亀川町 | 昭和10年9月4日 別府市に編入   | 別府市                       | 別府市                                 | 別府市                      | 別府市                 | 別府市                               | 別府市                       | 別府市 |
| 古市村            |                  | 内竈村        | 内竈村                  | 御越村                     | 御越村                               | 明治34年11月1日 町制 御越町 | 大正14年1月1日 改称 亀川町 | 昭和10年9月4日 別府市に編入   | 別府市                       | 別府市                                 | 別府市                      | 別府市                 | 別府市                               | 別府市                       | 別府市 |
| 野田村（竈門荘）  | 野田村（竈門荘） | 野田村        | 野田村                  | 御越村                     | 御越村                               | 明治34年11月1日 町制 御越町 | 大正14年1月1日 改称 亀川町 | 昭和10年9月4日 別府市に編入   | 別府市                       | 別府市                                 | 別府市                      | 別府市                 | 別府市                               | 別府市                       | 別府市 |
| 立石村（朝見荘）  | 立石村（朝見荘） | 立石村        | 明治11年 改称 南立石村  | 石垣村                     | 石垣村                               | 石垣村                      | 石垣村                     | 昭和10年9月4日 別府市に編入   | 別府市                       | 別府市                                 | 別府市                      | 別府市                 | 別府市                               | 別府市                       | 別府市 |
| 東畑村            | 東畑村           | 東山村        | 東山村                  | 石垣村                     | 石垣村                               | 石垣村                      | 石垣村                     | 昭和10年9月4日 別府市に編入   | 別府市                       | 別府市                                 | 別府市                      | 別府市                 | 別府市                               | 別府市                       | 別府市 |
| 椿村              |                  | 東山村        | 東山村                  | 石垣村                     | 石垣村                               | 石垣村                      | 石垣村                     | 昭和10年9月4日 別府市に編入   | 別府市                       | 別府市                                 | 別府市                      | 別府市                 | 別府市                               | 別府市                       | 別府市 |
| 山野口村          |                  | 東山村        | 東山村                  | 石垣村                     | 石垣村                               | 石垣村                      | 石垣村                     | 昭和10年9月4日 別府市に編入   | 別府市                       | 別府市                                 | 別府市                      | 別府市                 | 別府市                               | 別府市                       | 別府市 |
| 捏山村            |                  | 東山村        | 東山村                  | 石垣村                     | 石垣村                               | 石垣村                      | 石垣村                     | 昭和10年9月4日 別府市に編入   | 別府市                       | 別府市                                 | 別府市                      | 別府市                 | 別府市                               | 別府市                       | 別府市 |
| 南石垣村          | 南石垣村         | 南石垣村      | 南石垣村                | 石垣村                     | 石垣村                               | 石垣村                      | 石垣村                     | 昭和10年9月4日 別府市に編入   | 別府市                       | 別府市                                 | 別府市                      | 別府市                 | 別府市                               | 別府市                       | 別府市 |
| 中石垣村          |                  | 南石垣村      | 南石垣村                | 石垣村                     | 石垣村                               | 石垣村                      | 石垣村                     | 昭和10年9月4日 別府市に編入   | 別府市                       | 別府市                                 | 別府市                      | 別府市                 | 別府市                               | 別府市                       | 別府市 |
| 北石垣村          | 北石垣村         | 北石垣村      | 北石垣村                | 石垣村                     | 石垣村                               | 石垣村                      | 石垣村                     | 昭和10年9月4日 別府市に編入   | 別府市                       | 別府市                                 | 別府市                      | 別府市                 | 別府市                               | 別府市                       | 別府市 |
| 北鉄輪村          | 北鉄輪村         | 鉄輪村        | 鉄輪村                  | 朝日村                     | 朝日村                               | 朝日村                      | 朝日村                     | 昭和10年9月4日 別府市に編入   | 別府市                       | 別府市                                 | 別府市                      | 別府市                 | 別府市                               | 別府市                       | 別府市 |
| 南鉄輪村          |                  | 鉄輪村        | 鉄輪村                  | 朝日村                     | 朝日村                               | 朝日村                      | 朝日村                     | 昭和10年9月4日 別府市に編入   | 別府市                       | 別府市                                 | 別府市                      | 別府市                 | 別府市                               | 別府市                       | 別府市 |
| 鶴見北中村        | 鶴見北中村       | 鶴見村        | 鶴見村                  | 朝日村                     | 朝日村                               | 朝日村                      | 朝日村                     | 昭和10年9月4日 別府市に編入   | 別府市                       | 別府市                                 | 別府市                      | 別府市                 | 別府市                               | 別府市                       | 別府市 |
| 鶴見原中村        |                  | 鶴見村        | 鶴見村                  | 朝日村                     | 朝日村                               | 朝日村                      | 朝日村                     | 昭和10年9月4日 別府市に編入   | 別府市                       | 別府市                                 | 別府市                      | 別府市                 | 別府市                               | 別府市                       | 別府市 |
| 畑村              | 畑村             | 下川村        | 下川村                  | 湯平村                     | 明治32年3月7日 所属変更 大分郡湯平村 | 大分郡湯平村                | 大分郡湯平村               | 大分郡湯平村                  | 大分郡湯平村                 | 大分郡湯平村                           | 大分郡湯平村                | 大分郡湯平村           | 昭和30年2月1日 大分郡 湯布院町       | 平成17年10月1日 由布市の一部 | 由布市 |
| 小平村            |                  | 下川村        | 下川村                  | 湯平村                     | 明治32年3月7日 所属変更 大分郡湯平村 | 大分郡湯平村                | 大分郡湯平村               | 大分郡湯平村                  | 大分郡湯平村                 | 大分郡湯平村                           | 大分郡湯平村                | 大分郡湯平村           | 昭和30年2月1日 大分郡 湯布院町       | 平成17年10月1日 由布市の一部 | 由布市 |
| 幸野村            |                  | 下川村        | 下川村                  | 湯平村                     | 明治32年3月7日 所属変更 大分郡湯平村 | 大分郡湯平村                | 大分郡湯平村               | 大分郡湯平村                  | 大分郡湯平村                 | 大分郡湯平村                           | 大分郡湯平村                | 大分郡湯平村           | 昭和30年2月1日 大分郡 湯布院町       | 平成17年10月1日 由布市の一部 | 由布市 |
| 谷川村            | 谷川村           | 谷川村        | 谷川村                  | 湯平村                     | 明治32年3月7日 所属変更 大分郡湯平村 | 大分郡湯平村                | 大分郡湯平村               | 大分郡湯平村                  | 大分郡湯平村                 | 大分郡湯平村                           | 大分郡湯平村                | 大分郡湯平村           | 昭和30年2月1日 大分郡 湯布院町       | 平成17年10月1日 由布市の一部 | 由布市 |
| 北温湯村          | 北温湯村         | 川上村        | 川上村                  | 北由布村                   | 北由布村                             | 北由布村                    | 北由布村                   | 昭和11年4月1日 由布院村       | 昭和23年1月1日 町制 由布院町 | 昭和25年2月1日 所属変更 大分郡由布院町 | 大分郡由布院町              | 大分郡由布院町         | 昭和30年2月1日 大分郡 湯布院町       | 平成17年10月1日 由布市の一部 | 由布市 |
| 若杉山石原村      |                  | 川上村        | 川上村                  | 北由布村                   | 北由布村                             | 北由布村                    | 北由布村                   | 昭和11年4月1日 由布院村       | 昭和23年1月1日 町制 由布院町 | 昭和25年2月1日 所属変更 大分郡由布院町 | 大分郡由布院町              | 大分郡由布院町         | 昭和30年2月1日 大分郡 湯布院町       | 平成17年10月1日 由布市の一部 | 由布市 |
| 並柳村            |                  | 川上村        | 川上村                  | 北由布村                   | 北由布村                             | 北由布村                    | 北由布村                   | 昭和11年4月1日 由布院村       | 昭和23年1月1日 町制 由布院町 | 昭和25年2月1日 所属変更 大分郡由布院町 | 大分郡由布院町              | 大分郡由布院町         | 昭和30年2月1日 大分郡 湯布院町       | 平成17年10月1日 由布市の一部 | 由布市 |
| 南温湯村          |                  | 川上村        | 川上村                  | 北由布村                   | 北由布村                             | 北由布村                    | 北由布村                   | 昭和11年4月1日 由布院村       | 昭和23年1月1日 町制 由布院町 | 昭和25年2月1日 所属変更 大分郡由布院町 | 大分郡由布院町              | 大分郡由布院町         | 昭和30年2月1日 大分郡 湯布院町       | 平成17年10月1日 由布市の一部 | 由布市 |
| 南乙丸村          |                  | 川上村        | 川上村                  | 北由布村                   | 北由布村                             | 北由布村                    | 北由布村                   | 昭和11年4月1日 由布院村       | 昭和23年1月1日 町制 由布院町 | 昭和25年2月1日 所属変更 大分郡由布院町 | 大分郡由布院町              | 大分郡由布院町         | 昭和30年2月1日 大分郡 湯布院町       | 平成17年10月1日 由布市の一部 | 由布市 |
| 北乙丸村          |                  | 川上村        | 川上村                  | 北由布村                   | 北由布村                             | 北由布村                    | 北由布村                   | 昭和11年4月1日 由布院村       | 昭和23年1月1日 町制 由布院町 | 昭和25年2月1日 所属変更 大分郡由布院町 | 大分郡由布院町              | 大分郡由布院町         | 昭和30年2月1日 大分郡 湯布院町       | 平成17年10月1日 由布市の一部 | 由布市 |
| 荒木村            | 荒木村           | 川北村        | 川北村                  | 北由布村                   | 北由布村                             | 北由布村                    | 北由布村                   | 昭和11年4月1日 由布院村       | 昭和23年1月1日 町制 由布院町 | 昭和25年2月1日 所属変更 大分郡由布院町 | 大分郡由布院町              | 大分郡由布院町         | 昭和30年2月1日 大分郡 湯布院町       | 平成17年10月1日 由布市の一部 | 由布市 |
| 石武村            |                  | 川北村        | 川北村                  | 北由布村                   | 北由布村                             | 北由布村                    | 北由布村                   | 昭和11年4月1日 由布院村       | 昭和23年1月1日 町制 由布院町 | 昭和25年2月1日 所属変更 大分郡由布院町 | 大分郡由布院町              | 大分郡由布院町         | 昭和30年2月1日 大分郡 湯布院町       | 平成17年10月1日 由布市の一部 | 由布市 |
| 光永村            |                  | 川北村        | 川北村                  | 北由布村                   | 北由布村                             | 北由布村                    | 北由布村                   | 昭和11年4月1日 由布院村       | 昭和23年1月1日 町制 由布院町 | 昭和25年2月1日 所属変更 大分郡由布院町 | 大分郡由布院町              | 大分郡由布院町         | 昭和30年2月1日 大分郡 湯布院町       | 平成17年10月1日 由布市の一部 | 由布市 |
| 塚原村            | 塚原村           | 塚原村        | 塚原村                  | 北由布村                   | 北由布村                             | 北由布村                    | 北由布村                   | 昭和11年4月1日 由布院村       | 昭和23年1月1日 町制 由布院町 | 昭和25年2月1日 所属変更 大分郡由布院町 | 大分郡由布院町              | 大分郡由布院町         | 昭和30年2月1日 大分郡 湯布院町       | 平成17年10月1日 由布市の一部 | 由布市 |
| 妙祖村            | 妙祖村           | 中川村        | 中川村                  | 南由布村                   | 南由布村                             | 南由布村                    | 南由布村                   | 昭和11年4月1日 由布院村       | 昭和23年1月1日 町制 由布院町 | 昭和25年2月1日 所属変更 大分郡由布院町 | 大分郡由布院町              | 大分郡由布院町         | 昭和30年2月1日 大分郡 湯布院町       | 平成17年10月1日 由布市の一部 | 由布市 |
| 中依村            |                  | 中川村        | 中川村                  | 南由布村                   | 南由布村                             | 南由布村                    | 南由布村                   | 昭和11年4月1日 由布院村       | 昭和23年1月1日 町制 由布院町 | 昭和25年2月1日 所属変更 大分郡由布院町 | 大分郡由布院町              | 大分郡由布院町         | 昭和30年2月1日 大分郡 湯布院町       | 平成17年10月1日 由布市の一部 | 由布市 |
| 下依村            |                  | 中川村        | 中川村                  | 南由布村                   | 南由布村                             | 南由布村                    | 南由布村                   | 昭和11年4月1日 由布院村       | 昭和23年1月1日 町制 由布院町 | 昭和25年2月1日 所属変更 大分郡由布院町 | 大分郡由布院町              | 大分郡由布院町         | 昭和30年2月1日 大分郡 湯布院町       | 平成17年10月1日 由布市の一部 | 由布市 |
| 中園村            |                  | 中川村        | 中川村                  | 南由布村                   | 南由布村                             | 南由布村                    | 南由布村                   | 昭和11年4月1日 由布院村       | 昭和23年1月1日 町制 由布院町 | 昭和25年2月1日 所属変更 大分郡由布院町 | 大分郡由布院町              | 大分郡由布院町         | 昭和30年2月1日 大分郡 湯布院町       | 平成17年10月1日 由布市の一部 | 由布市 |
| 水地村            |                  | 中川村        | 中川村                  | 南由布村                   | 南由布村                             | 南由布村                    | 南由布村                   | 昭和11年4月1日 由布院村       | 昭和23年1月1日 町制 由布院町 | 昭和25年2月1日 所属変更 大分郡由布院町 | 大分郡由布院町              | 大分郡由布院町         | 昭和30年2月1日 大分郡 湯布院町       | 平成17年10月1日 由布市の一部 | 由布市 |
| 石松村            | 石松村           | 川南村        | 川南村                  | 南由布村                   | 南由布村                             | 南由布村                    | 南由布村                   | 昭和11年4月1日 由布院村       | 昭和23年1月1日 町制 由布院町 | 昭和25年2月1日 所属変更 大分郡由布院町 | 大分郡由布院町              | 大分郡由布院町         | 昭和30年2月1日 大分郡 湯布院町       | 平成17年10月1日 由布市の一部 | 由布市 |
| 山崎村            |                  | 川南村        | 川南村                  | 南由布村                   | 南由布村                             | 南由布村                    | 南由布村                   | 昭和11年4月1日 由布院村       | 昭和23年1月1日 町制 由布院町 | 昭和25年2月1日 所属変更 大分郡由布院町 | 大分郡由布院町              | 大分郡由布院町         | 昭和30年2月1日 大分郡 湯布院町       | 平成17年10月1日 由布市の一部 | 由布市 |
| 平村              |                  | 川南村        | 川南村                  | 南由布村                   | 南由布村                             | 南由布村                    | 南由布村                   | 昭和11年4月1日 由布院村       | 昭和23年1月1日 町制 由布院町 | 昭和25年2月1日 所属変更 大分郡由布院町 | 大分郡由布院町              | 大分郡由布院町         | 昭和30年2月1日 大分郡 湯布院町       | 平成17年10月1日 由布市の一部 | 由布市 |
| 内徳野村          | 内徳野村         | 川西村        | 川西村                  | 南由布村                   | 南由布村                             | 南由布村                    | 南由布村                   | 昭和11年4月1日 由布院村       | 昭和23年1月1日 町制 由布院町 | 昭和25年2月1日 所属変更 大分郡由布院町 | 大分郡由布院町              | 大分郡由布院町         | 昭和30年2月1日 大分郡 湯布院町       | 平成17年10月1日 由布市の一部 | 由布市 |
| 山浦村（由布院）  |                  | 川西村        | 川西村                  | 南由布村                   | 南由布村                             | 南由布村                    | 南由布村                   | 昭和11年4月1日 由布院村       | 昭和23年1月1日 町制 由布院町 | 昭和25年2月1日 所属変更 大分郡由布院町 | 大分郡由布院町              | 大分郡由布院町         | 昭和30年2月1日 大分郡 湯布院町       | 平成17年10月1日 由布市の一部 | 由布市 |
| 前徳野村          |                  | 川西村        | 川西村                  | 南由布村                   | 南由布村                             | 南由布村                    | 南由布村                   | 昭和11年4月1日 由布院村       | 昭和23年1月1日 町制 由布院町 | 昭和25年2月1日 所属変更 大分郡由布院町 | 大分郡由布院町              | 大分郡由布院町         | 昭和30年2月1日 大分郡 湯布院町       | 平成17年10月1日 由布市の一部 | 由布市 |
| 津々良村          |                  | 川西村        | 川西村                  | 南由布村                   | 南由布村                             | 南由布村                    | 南由布村                   | 昭和11年4月1日 由布院村       | 昭和23年1月1日 町制 由布院町 | 昭和25年2月1日 所属変更 大分郡由布院町 | 大分郡由布院町              | 大分郡由布院町         | 昭和30年2月1日 大分郡 湯布院町       | 平成17年10月1日 由布市の一部 | 由布市 |

## 行政
歴代郡長
| 代 | 氏名 | 就任年月日                | 退任年月日                | 備考                   |
| -- | ---- | ------------------------- | ------------------------- | ---------------------- |
| 1  |      | 明治11年（1878年）11月1日 |                           |                        |
|    |      |                           | 大正15年（1926年）6月30日 | 郡役所廃止により、廃官 |

## 関連文献
- 『豊後速見郡史』大分県速見郡教育会、1925年。NDLJP:1021169。